# Mi nombre es Khan
Mi nombre es Khan (Hindi: माय नेम इज़ ख़ान, en inglés: My Name is Khan, abreviado MNIK) es una película india-estadounidense de 2010 dirigida y escrita por Karan Johar, protagonizada por Shahrukh Khan y Kajol. Narra la historia de un hombre musulmán con Síndrome de Asperger con su esposa después de los atentados del 11 de septiembre de 2001. 
Es la tercera película que involucra la pareja protagonista y el director juntos, participaron anteriormente en Kuch Kuch Hota Hai y Kabhi Khushi Kabhie Gham, y posee una de las mayores recaudaciones en el extranjero ($36.145.870).
La película se estrenó en la ciudad de Abu Dabi (UAE) el 17 de febrero de 2010, y a nivel mundial dos días después. También se proyectó en la selección oficial del Festival Internacional de Cine de Berlín de 2010. Una versión resumida se estrenó en Nueva York en abril del mismo año subtitulada y con algunas escenas suprimidas por el editor Alan Edward Bell.

## Argumento
La película se centra en dos etapas: el antes y el después del 11-S, iniciando en el presente, cuando Khan es retenido en el aeropuerto por el centro de seguridad a causa de la guerra contra el terrorismo cuando intenta realizar un viaje interestatal.
La historia retrocede mostrando que Rizvan Khan (Tanay Chheda) en su infancia vivía la ciudad de Borivali en la península de Bombay. De pequeño es diagnosticado con autismo, demostrando como principal síntoma la dificultad de relacionarse con los demás. Su infancia transcurre en la década de 1970, junto a su familia musulmana compuesta por su hermano Zakir (Jimmy Shergill) y su madre Razia (Zarina Wahab). Su talento para la mecánica y la reparación de objetos mantiene a su familia mediante obsequios.
Tras la muerte de su madre, el ya adulto Khan (Shahrukh Khan) decide viajar a San Francisco, donde su hermano se radicó y trabaja desde hace unos años en el distrito financiero. Aquí es donde su cuñada Haseena (Sonya Jehan), profesora de psicología en la universidad local, descubre que ha sido mal diagnosticado y lo que se creía autismo es realmente Síndrome de Asperger, ayudándolo a controlar sus fobias dentro de una gran ciudad. De regalo obtiene de ella una cámara filmadora que le ayuda a previsualizar el mundo y registrará su recorrido.
Poco después, trabajando como vendedor para su hermano, conoce a Mandira (Kajol Mukherjee) una peluquera india divorciada y madre de un niño llamado Sam (Yuvaan Makaar). A medida que la conoce, Rizvan se enamora pero ella se muestra renuente a verlo con ojos de mujer, aun así se vuelven amigos cercanos y desarrolla una profunda amistad con Sam, hasta que logra conquistarla y acepta casarse con él. Ya que Rizvan es musulmán y Mandira hindú, el compromiso se gana la negativa de su hermano al punto de cortar relaciones con Rizvan cuando este decide seguir adelante y darle su apellido a la mujer y el niño. Ambos establecen una residencia, Banville, donde traban amistad con su vecino Mark (Dominic Renda), quien es corresponsal de prensa y esposo de Sarah (Katie A. Keane) y padre de Reese (Michael Arnold), quien rápidamente se transforma en el mejor amigo de Sam.
En 2001, a raíz del Atentado de las Torres Gemelas, se genera una islamofobia que conlleva una sucesión de hechos dramáticos tanto en el entorno cercano del protagonista como para todos los medio-orientales radicados en el país: el dueño de una tienda electrónica (Sumeet Raghavan) debe tolerar a diario que lo insulten los transeúntes, Haseena es acosada y agredida por sus estudiantes al punto que Zakir la convence de no utilizar su hiyab para evitar llamar la atención y muchos de los conocidos de Rizvan le dan la espalda, tanto así que el negocio de la pareja se declara en quiebra. Al iniciar la Guerra a Afganistán Mark viaja a cubrir los enfrentamientos y fallece en un ataque, generando un quiebre en la amistad entre Sam y Reese ya que este último desquita en Sam su odio hacia los musulmanes.
Ya en 2007, Reese (Kenton Duty) aún rechaza a Sam (Arjan Aujla), quien sigue intentando reconciliarse, a pesar de que su vecino ha hecho amistad con otros muchachos que odian a los musulmanes. El 27 de noviembre de 2007 en el campo de fútbol del colegio, Sam es agredido en grupo por Reese y sus amigos, falleciendo unas horas después víctima de un infarto producto de uno de los golpes recibidos. La investigación del caso, a cargo del detective García (Benny Nieves), no llega a ninguna parte, ya que Reese y sus amigos deciden guardar silencio y la comunidad no se ve interesada en castigar la muerte de un niño musulmán. Mandira se deja abrumar por el odio y culpa a Rizvan por haberle dado su apellido musulmán. En plena discusión, cuando este le pregunta que puede hacer para que lo perdone, ella responde de forma sarcástica que busque al presidente de los Estados Unidos y no regrese hasta que le diga: "Mi nombre es Khan y no soy un terrorista" para que este aclare frente a todo el país que Sam era inocente; Rizvan, debido a su condición, interpreta esto de forma literal y parte en un viaje tras la gira presidencial.
Volviendo al presente, a Khan no se le permite subir al avión por ser musulmán, por lo que decide viajar por carretera mientras gana dinero reparando cosas. Mandira se ha vuelto una mujer de corazón duro que no demuestra interés en la suerte de Rizvan y solo vive para enfrentar a la comunidad y las autoridades intentando presionarlos para lograr un fallo en la investigación. Mientras, Rizvan llega al pueblo de Wilhelmina, en el estado de Georgia, donde conoce a Mama Jenny (Jennifer Echols) y su hijo Joel (Adrian Kali Turner), de origen afroamericano, quienes lo acogen en su casa y en su comunidad. En la iglesia los feligreses hablan sobre el racismo en la localidad y cuando piden a Rizvan que comente al respecto, toma como ejemplo la muerte de Sam lamentando que nadie viera sus buenas cualidades y prefirieran pensar que era un terrorista a pesar de ser solo un niño.
Cuando el presidente Bush (Brent Mendenhall) visita Los Ángeles, el protagonista se alberga en una mezquita de los alrededores. Allí conoce a Faisal Rahman (Arif Zakaria), quien tergiversa las palabras del Corán para captar fieles a quienes desea convencer de llevar a cabo un atentado contra el presidente. Khan se molesta y llama mentiroso a Faisal indicando que en el paraje que citó Alá pide autosacrificio y no venganza, esto le hace recordar que su madre decía "Sólo hay gente buena, que hace cosas buenas y gente mala, que hace cosas malas", comparando a Faisal con el demonio cuando se disfraza para corromper a la gente y se marcha de la mezquita tras lo cual alerta por teléfono al FBI quienes no prestan atención a la denuncia.
Mientras el presidente visita la Universidad de California en la ciudad, Khan en medio del público le dice "Mi nombre es Khan, y no soy terrorista". La frase genera confusión entre los espectadores, quienes solo se enfocan en que ha dicho la palabra "Terrorista" siendo detenido y llevado a una prisión secreta. Aunque tutelado por su psiquiatra (Sheetal Menon), quien lo cree inocente, se le mantiene incomunicado mientras es sometido a agresivos interrogatorios y métodos de tortura como privación del sueño, hambre, exposición a temperaturas extremas o prohibición de usar ropas en un intento que confiese ser terrorista.
Los estudiantes de periodismo, Raj (Arjun Mathur) y Komal (Sugandha Garg), ponen en marcha una investigación sobre el incidente descubriendo la historia de Rizvan, la muerte de Sam, su viaje, el incidente en la mezquita y su detención debido a la injustificada certeza de su culpabilidad. Tras terminar su investigación se enfrentan al rechazo de las cadenas, pero logran convencer a Bobby Ahuja (Parvin Dabas) de PBC News, quien saca el reportaje al aire criticando a las autoridades por detener a Rizvan e ignorar su denuncia contra Faisal. Gracias al reportaje los medios y mucha gente presiona para su liberación, llevándose a cabo en paralelo a la detención de Faisal y sus seguidores; Mandira se entera de todo lo que su esposo ha vivido por la prensa presentándose en el lugar, pero no logran encontrase y Rizvan sigue su viaje. El reportaje crea un cambio en la gente, el dueño de la tienda electrónica encara a sus acosadores, Haseena decide dejar de esconderse y volver a usar su hiyab y Reese comienza a sentir remordimiento por la muerte de Sam, aunque es amenazado por sus amigos para guardar silencio.
Rizvan se entera de que Wilhelmina es zona de desastre a causa de una tormenta tropical y regresa preocupado por la seguridad de Mama Jenny y Joel, descubriendo el pueblo inundado y a los habitantes refugiados en la iglesia ahora en ruinas, por lo que durante días se dedica a ayudar a los damnificados sin saber que los periodistas lo han seguido. Pronto las noticias de su viaje al pequeño pueblo tienen gran repercusión en los medios que muestran a Rizvan como alguien dispuesto a ayudar a la gente a pesar de haber sido víctima de tanta discriminación y critican a la sociedad tanto por lo que le han hecho como por ignorar la tragedia de Wilhelmina. La gente, conmovida por el ejemplo de Rizvan hace acto de presencia en el lugar y ayuda a reconstruir el pueblo.
Al mismo tiempo Reese, consumido por la culpa, confiesa la verdad a Mandira quien lo lleva ante la justicia, con ello Reese es arrestado junto a los otros jóvenes involucrados. Mandira recibe una llamada de Sarah agradecida por solicitar clemencia por Reese y le hace entrar en razón para que perdone a Khan ya que él sólo ha sido una víctima del odio.
Mandira averigua que Rizvan, tras terminar su labor en Wilhelmina, viajó a Georgia para intentar encontrarse con el presidente, esa noche la gente se reúne en el lugar para apoyar a Rizvan, que finalmente se reencuentra con su esposa, sin embargo antes de poder hablar es apuñalado por el dueño de la tienda electrónica quien se revela como un simpatizante de Faisal y lo considera un traidor al islam por frustrar sus planes. A finales del año 2008, tras casi morir y recuperarse, es dado de alta del hospital y junto a Mandira, Zakir y Haseena, intenta sin éxito encontrarse con el recién electo Barack Obama (Christopher B. Duncan). Al momento de retirarse, el público insiste para que el presidente conozca a Khan y este al enterarse de su presencia decide posponer su partida para saludarlo. Finalmente la pareja conoce al presidente en medio de los aplausos del público asistente mientras este le permite decir frente al público y los medios "Mi nombre es Khan y no soy terrorista". La película termina con Khan y Mandira regresando a casa, ya con su misión completada.

## Reparto
La mayoría de actores son indios, incluyendo los protagonistas, mientras que la otra parte son estadounidenses.
Principal
- Shahrukh Khan como Rizvan Khan, el indio suní con síndrome de Asperger. El actor Shahrukh Khan también es productor y administra a Dharma Productions, donde es la compañía que obtiene los derechos de distribución. La versión infantil es interpretada por Tanay Chheda.
- Kajol como Mandira Khan, la mujer hindú que vive en San Francisco. Madre de Sam, consigue su empleo en un salón de belleza.

Secundarios
- Yuvaan Makaar como Sameer "Sam" Khan, hijo de Mandira fruto del matrimonio forzado.
- Jimmy Shergill como Zakir Khan, hermano de Rizvan y empresario de cosméticos donde trabaja.
- Michael Arnold y Kenton Duty interpretan a Reese Garick en su personificación infantil y juvenil respectivamente. Fue amigo de Sam, ambos formaron lazos cuando conocieron en San Francisco pero dejaron de afilarse a causa de su apellido obtenido por su padre, pero luego aprende que no todos los musulmanes son malos después de todo.

Apariciones especiales
- Umesh Tonpe como Sandip Chotala, amiga de Mandira.
- Sugandha Garg como Komal
- Jennifer Echolscomo Mamá Jenny, quien conoció a Khan cuando visitaba el poblado en Georgia.
- Adrian Kali Turner como Funny Hair Joel, Joel cabello gracioso en la versión española, hijo de Jenny de 12 años.
- Dominic Renda como Mark Garrick, padre de Reese.
- Katie A. Keane como Sarah Garrick, madre de Reese.
- Benny Nieves como el detective Garcia.
- Arif Zakaria como Faisal Rahman, fanático religioso del Islam.
- Sumeet Raghavan como fanático de Faisal, quien resulta ser el agresor.

Presidentes
- Brent Mendenhall es el anterior presidente George W. Bush. Previamente realizó imitaciones, llevando el apodo de G.W. Bush Impersonator.[10]
- Christopher B. Duncan es el presidente electo, asumiendo el rol de un afroamericano. Al comienzo fue seleccionado Forest Whitaker por realizar parodias de Barack Obama, pero abandonó la propuesta para centrarse en otros proyectos años después.[11]

### Doblaje
Para la versión en español latinoamericano se realizó en DAT Doblaje Audio Traducción (México). Interpretan Sergio Gutiérrez Coto (Rizvan adulto), Leyla Rangel (Rizvan niño), Dulce Guerrero (Mandira), Circe Luna (Sameer Khan) y Angélica Villa (Reese). Para la versión castellanizada se realizó en los estudios de Sonoblok, España, con roles de Toni Mora para Khan y Esther Slans para Mandira.

## Producción

### Casting y rodaje
La producción de la película tuvo lugar en la India y los Estados Unidos. La filmación comenzó en Los Ángeles durante diciembre de 2008, siendo uno de los lugares más significativos la Universidad de California. Johar siguiente continuó la producción en Mumbai durante abril de 2009. Durante junio de 2009, la producción se trasladó a San Francisco así como su bahía y, como escena clave, en la Children's Discovery Museum of San Jose.
Después de tiempo, Shahrukh Khan y Kajol volvieron a escenificar a roles principales. La película enfrentó un retraso temporal a finales de diciembre cuando el actor Aamir Bashir no fue concedido en tener la visa hacia los Estados Unidos. En su lugar, fue sustituido por Jimmy Shergill como el hermano menor de Khan. Aunque Shabana Azmi iba a protagonizar originalmente como la madre Shahrukh Khan, ella se retiró de la producción después de sufrir una lesión en el hombro durante el rodaje. Ella fue reemplazada por Zarina Wahab. Tanay Chheda personificó a la versión infantil de Shahrukh Khan, donde vivió el personaje en Borivali, Mumbai. Chheda fue elegido por su parecido a Khan y su fama internacional en la versión púber de Jamal en Slumdog Millionaire. Él trabajó anteriormente con Khan en el remake del superéxito de 1970 Don: The Chase Begins Again. El actor estadounidense Christopher B. Duncan fue elegido para retratar el presidente Barack Obama. Duncan es conocido por su interpretación de Obama en la edición de 1992 de The Tonight Show with Jay Leno.
Johar tuvo dificultades para encontrar una mezquita y filmarla. De acuerdo con el actor Arif Zakaria: "Yo no sé si Karan intentó conseguir permiso en Mumbai. Fuimos a rodar en una mezquita en Los Angeles y fue duro el intento que Karan convenciera a las autoridades en no propagar valores antisociales de la película, se le negó el permiso [...] Finalmente rodamos la escena de dos días con Shahrukh Khan en el set de una mezquita construida en The Club en Andheri". 
Johar también rodó para una escena importante dentro del estudio de CBS 5. La directora de la Comisión de Cine de San Francisco Stephanie Coyote fue la encargada en conceder el permiso de filar con su equipo en el estudio de cine.
Durante la filmación de la película, Khan sufría de fuertes dolores en el cuello y dolores de cabeza provocadas por las expresiones y la postura de Rizwan Khan. La caracterízación en la película sobre el síndrome de Asperger fue forzada, fuera de ángulo con las cejas levantadas en cada escena. Con los constantes intentos de su personaje, también sufrió migrañas crónicas. El director Karan Johar admitió que "el personaje de Shahrukh Rizwan tuvo que arquear las cejas y centrar sus ojos en un lugar determinado antes de cada toma. A mitad del rodaje de la película, Shah Rukh tuvo fuertes dolores de cabeza como resultado de toda la presión que pondría en su cabeza de modo que tuvimos que consultar con un neurocirujano".
Después de finalizar el rodaje en Los Ángeles, Johar dijo que, "en todos mis 11 años como cineasta nunca he sentido la experiencia de ser tan diferente. El contenido de Mi nombre es Khan es diametralmente opuesto a lo que hice en el pasado". Describió su trabajo del dúo Shahrukh Khan y Kajol nuevo como "Mágico. Inexplicablemente energéticos en la pantalla." Johar declaró también que estaba "impresionado el trabajo minucio de Shahrukh sobre su personaje autista en la película. Me cargó lo mucho que sabía sobre el tema."
Johar también pidió a Khan coproducir la película bajo su compañía de producción Red Chillies Entertainment; hablando sobre la iniciativa el director dijo: "los dos estábamos apasionados por del tema, nosotros decíamos, ¿por qué no co-producir la película? Nos conocemos desde siempre ... que esta nueva iniciativa es sólo una extensión de nuestras emociones. Además, yo nunca podría hacer una película sin Shah Rukh".

### Banda sonora
La banda sonora de Mi nombre es Khan es compuesta por el trío musical conformado por Shankar Mahadevan, Loy Mendonsa y Ehsaan Noorani. La música recibió críticas muy buenas.
| Track listing | |                    |          |  |
| N.º           | Título                                                                                              | Escritor(es)       | Duración |  |
| 1.            | «Sajda Tera Sajda Karoon» (interpretada por Rahat Fateh Ali Khan, Shankar Mahadevan y Richa Sharma) | Shankar-Ehsaan-Loy | 6:05     |  |
| 2.            | «Noor E Khuda» (interpretada por Adnan Sami, Shankar Mahadevan y Shreya Ghoshal)                    | Shankar-Ehsaan-Loy | 6:37     |  |
| 3.            | «Tere Naina Re» (interpretada por Shafqat Amanat Ali)                                               | Shankar-Ehsaan-Loy | 4:38     |  |
| 4.            | «Allah Hi Rahem» (interpretada por Rashid Khan)                                                     | Shankar-Ehsaan-Loy | 4:01     |  |
| 5.            | «Khan Them/Tema de Khan» (interpretada por Strings)                                                 | Indrajit Sharma    | 2:43     |  |
| 6.            | «Rang De» (interpretada por Shankar Mahadevan y Suraj Jagan)                                        | Shankar-Ehsaan-Loy | 3:45     |  |
| 7.            | «We shall overcome» (no acreditado en el film)                                                      | Charles Tindley    | 3:31     |  |
| 30:20         | |                    |          |  |

## Estreno

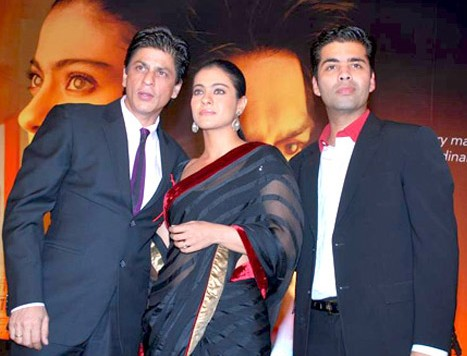
Khan, Kajol y Johar en el avant premiere.

Mi nombre es Khan fue lanzado en premiere en Abu Dhabi,. UAE el 17 de febrero de 2010. dos días antes de su estreno global. MNIK  tuvo dos fases en su lanzamiento, iniciando a los habitantes oriundos de la India en Inglaterra, Estados Unidos, Australia y otros. "Después de los meses de abril y mayo, [nosotros] estaríamos ante una corriente principal en salas de cine en países como Alemania, Polonia y otras partes de América del Norte", explica Johar.
My Name Is Khan fue lanzado en el Festival Internacional de Cine de Berlín, en su 60 edición, como selección oficial en febrero de 2010, sin ser nominado. El sitio web eBay subastó las entradas para el acceso del festival de cine con un precio tope de 1.000 libras cada uno. Todas las entradas se agotaron a los cinco segundos.

## Recepción y críticas
Según cifras oficiales Mi nombre es Khan ha sido estrenado en más de 45 países. Sucedió el éxito a 3 Idiots en la producción de películas hechas en la India. La película tuvo un impacto político con la primera participación de un musulmán en la política, Sadiq Khan.

### India
Mi nombre es Khan fue recibida con buenas críticas de los especialistas en la India. El portal Wogma calificó un 3.7 sobre 5.
Subhash K. Jha (crítico de películas y autor de The Essential Guide to Bollywood) dio a My Name Is Khan un visto favorable argumentando a Rizwan Khan «un reparador de todas las cosas, incluido las peligrosas e irreversibles relaciones. Aun así, esta película muestra que las vidas dañadas no pueden ser reparadas. My Name Is Khan es una obra perfecta, tan perfecta en su contenido, el tono y el trato que cualquier película puede llegar [...] My Name Is Khan no es una película cualquiera. Tiempo después del inquietante toque físico de Rizwan la [película] termina con una sacudida de manos al presidente Obama, mucho después de que las cenizas del odio racial y comunal se asentaron en los inicios del núcleo humano, la película establece un contacto íntimo con usted. Claro, por fin sabemos lo que quieren decir con una película sentimental.» Nikhat Kazmi de The Times of India calificó con cinco estrellas, describiendo a My Name Is Khan como, «sin duda una de las películas más significativas y movidas de los últimos tiempos que se extiende desde el molino de Bollywood.» Taran Adarsh de Bollywood Hungama puso My Name Is Khan una calificación de 4.5 de una escala de 0 a 5 estrellas, cuya reseña describe así, «Cuando una película está protagonizada por dos de los mejores talentos del país, se esperan sólo lo mejor. SRK, bueno, ¿cómo puede calificarse su actuación? Afirmar que este es su mejor trabajo hasta ahora estaría cortando corto los elogios que de verdad merece [...] Kajol es pura dinamita y la decisión para actuar su personaje fue la más acertada. Ninguna otra actriz pudiera hacerlo en el lugar de la trayectoria de SRK que la propia Kajol. De hecho, SRK y Kajol se complementan maravillosamente bien y esto película sólo demuestra una vez más. Es una interpretación poderosa de esta talentosa y sorprendente actriz.» Sarita Tanwar de Mid-Day llegó a calificar a la película cuatro y medio de cinco con un "casi-perfecto", concluyendo que «La combinación Karan-Shah Rukh-Kajol dio un strike (sic) una vez más.»
Mientras tanto una nota de 3.5 de 5 fue de Rajeev Masand de CNN-IBN por «tirar descaradamente de tus fibras (sic) y en más de una ocasión llegas a llorar. Ayudado por un sólido equipo de cámara, una edición empujada y una historia amplia, Johar construye una energizante, atractiva saga, agitada por la seriedad y nobleza. Con este mensaje de la película en el formato principal, el director toma un paso en la dirección correcta.» Sudhish Kamath de The Hindu redactó, «Mi nombre es Khan es una [obra] populista, aún en capas con un rico contexto político. Cada uno describe sus tipos, sin embargo, cada personaje se siente real. Se trata de generalizaciones y aún se deciden detenerse en los detalles. Es de todo corazón y espíritu que no se puede evitar, pero pasan por alto los defectos y admirarlo».
De acuerdo al crítico de BBC Manish Gajjar, quien se conformó con un 4 sobre 5, mencionó que «la película de ficción está refrescante y contada sobre el perfil racial con realismo en suelo americano. Es un gusto extraño para el cine comercial [indio] y para una audiencia de cruce.» Pratim D. Gupta del The Telegraph en una evaluación a favor, concluyó que «My Name Is Khan tiene conciencia y coraje y dos actuaciones sentimentales. Se puede tentar por pequeña espera, pero no te dejará intacta.» Namrata Joshi del Outlook, puntuó al film 3.5 de 4 estrellas, describiendo como «una película suave, afectiva y reconfortante que te hace sonreír a través de sus lágrimas. Trata temas polémicos, pero ofrece abrumadora esperanza y reconciliación.»

### Estados Unidos
La película ha tenido una aceptable recepción entre los medios críticos y tradicionales en Estados Unidos. Al 21 de febrero de 2010 siete expertos del portal Metacritic calificaron 50 sobre 100. Rotten Tomatoes encabezó su rating en un 80% con 4 reseñas positivas y 1 negativa.
Rachel Saltz, columnista del The New York Times, considera que «Khan es un puñado de películas en hindi (como también New York y Kurbaan) acerca de la paranoia india, después del atentado del 11/9, facina observar a este país a través de un visión de Bollywood, incluso cuando la historia es una especie de cuento de hadas. (Siendo interesante el vínculo constructivo entre los afroamericanos e indios, específicamente musulmanes.) Con la hábil dirección de Karan Johar y con el clavo dado por Shankar, Ehsaan y Loy, Khan transmite con las lágrimas mientras enseña el mensaje entre el Islam y la tolerancia.» Junto a Kirk Honeycutt, de Hollywood Reporter, reseña a My Name Is Khan como «una película que devuelve la miseria de los norteamericanos antimusulmanes» que difiere a «varias películas estadounidenses que en su mayoría han evitado hablar el tema - la discriminación racial y la difícil situación de los musulmanes radicados en los Estados Unidos. También permite a Shah Rukh Khan mostrar su talento a un público aún más amplio. Vale la pena tomar 162 minutos de travesía...» Kevin Thomas de Los Angeles Times argumento de «una trama pontencial, energética y palpante; Khan y Kajol, máximos exponentes de Bollywood, son muy atractivos e iguales a la demanda de sus roles cargado de sentimientos.» Jay Wesissberg de Variety describe más allá que es «un drama sobrepuesta y hermosamente invaluable» con «un confidente trabajo de las cámaras marca un diseño de producción excepcional». También afirma que Shah Rukh Khan y Kajol son «juntos un delicia y su entorno natural hace que la relación sea aún más creíble.»
Por motivos desconocidos, My Name Is Khan no fue nominada al Óscar a la película extranjera, aunque sí fue acreditada en la octagésivo tercer Premio de la Academia. Esto significó que la película pudo nominada en cualquier categoría.

### España y Latinoamérica
Según la crítica María José Cabeza agrega que "...el personaje principal nos recuerda, en muchas situaciones, al famoso Forrest Gump que tantas alegrías dio en 1994 al oscarizado Tom Hanks."

### Premios y reconocimientos
| Año  | Premio              | Categoría                                        | Receptor(es)                                     | Resultado |
| ---- | ------------------- | ------------------------------------------------ | ------------------------------------------------ | --------- |
| 2011 | Premios Filmfare    | Mejor director                                   | Karan Johar                                      | Ganador   |
| 2011 | Premios Filmfare    | Mejor actor                                      | Shahrukh Khan                                    | Ganador   |
| 2011 | Premios Filmfare    | Mejor actriz                                     | Kajol                                            | Ganadora  |
| 2011 | Premios Filmfare    | Mejor película                                   | My Name Is Khan                                  | Nominado  |
| 2011 | Premios Filmfare    | Mejor director musical                           | Shankar-Ehsaan-Loy                               | Nominados |
| 2011 | Premios Filmfare    | Mejor canción                                    | Sajda de Niranjan Iyengar                        | Nominada  |
| 2011 | Premios Filmfare    | Mejor canción                                    | Noor-e-Khuda de Niranjan Iyengar                 | Nominada  |
| 2011 | Premios Filmfare    | Mejor intérprete masculino                       | Adnan Sami y Shankar Mahadevan para Noor-e-Khuda | Nominados |
| 2011 | Premios Filmfare    | Mejor intérprete masculino                       | Rahat Fateh Ali Khan para Sajda                  | Nominado  |
| 2011 | Premios Filmfare    | Mejor intérprete femenino                        | Shreya Ghoshal para Noor-e-Khuda                 | Nominada  |
| 2011 | Premios Zee Cine    | Mejor director                                   | Karan Johar                                      | Ganador   |
| 2011 | Premios Zee Cine    | Mejor intérprete masculino                       | Richa Sharma – "Sajda"                           | Ganador   |
| 2011 | Premios Zee Cine    | Mejor estilo de sonido                           | Dileep Subramaniam                               | Ganador   |
| 2011 | Premios Zee Cine    | Mejor película comercial                         |                                                  | Ganador   |
| 2011 | Premios Zee Cine    | Mejor guion                                      | Karan Johar y Shibani Bhatija                    | Ganadores |
| 2011 | Premios Zee Cine    | Mejor actor en un rol real                       | Shah Rukh Khan                                   | Ganador   |
| 2011 | Premios Zee Cine    | Mejor película                                   |                                                  | Nominada  |
| 2011 | Premios Zee Cine    | Canción del año                                  | Sajda                                            | Nominada  |
| 2011 | Premios Star Screen | Mejor actor (elección del público)               | Shahrukh Khan                                    | Ganador   |
| 2011 | Premios Star Screen | Premio Star Screen al Mejor Director de Música   | Shankar Ehsan Loy                                | Ganador   |
| 2011 | Premios Star Screen | Ramnath Goenka Memorial Award                    | Shahrukh Khan                                    | Ganador   |
| 2011 | Premios Star Screen | Premio Star Screen al Mejor Intérprete Masculino | Rahat Fateh Ali Khan por "Sajda"                 | Nominado  |
| 2011 | Premios Star Screen | Premio Star Screen al Mejor Intérprete Masculino | Shankar Mahadevan por "Noor-e-Khuda"             | Nominado  |
| 2011 | Premios Star Screen | Premio Star Screen al Mejor Intérprete Masculino | Shafqat Ali por "Tere Naina"                     | Nominado  |
| 2011 | Premios Star Screen | Premio Star Screen al Mejor Musical              | Niranjan Iyengar                                 | Nominado  |
| 2011 | Premios Star Screen | Premio Star Screen a la Mejor Historia           | Shibani Bhatija                                  | Nominada  |
| 2011 | Premios Star Screen | Premio Star Screen al Mejor Artista Infantil     | Tanay Cheeda                                     | Nominado  |
| 2011 | Premios IFFA        | Mejor Director                                   | Karan Johar                                      | Ganador   |
| 2011 | Premios IFFA        | Mejor Actor                                      | Shahrukh Khan                                    | Ganador   |
| 2011 | Premios IFFA        | Mejor interprétación                             | Niranjan Iyengar for Sajdaa                      | Ganador   |
| 2011 | Premios IFFA        | Mejor música de fondo                            | Shankar Ehsaan Loy                               | Ganador   |
| 2011 | Premios IFFA        | Mejor historia                                   | Shibani Bhattija                                 | Ganador   |

Contrapremios
| Año  | Premio              | Categoría                         | Receptor(es)      | Resultado |
| ---- | ------------------- | --------------------------------- | ----------------- | --------- |
| 2011 | Premios Golden Kela | Plátano de Oro a la peor película | Mi nombre es Khan | Ganador   |
| 2011 | Premios Golden Kela | Plátano de Oro al peor actor      | Shahrukh Khan     | Ganador   |

## Controversias
El 14 de agosto de 2010 Shahrukh Khan fue detenido en el Aeropuerto Internacional Libertad de Newark en alerta por su apellido. Debido a la indignación que generó la situación en la India, el gobernador Arnold Schwarzenegger le invitó a cenar.
Durante el estreno de Mi nombre es Khan el partido político hindú Shiv Sena se manifestó contra la película hasta el punto de bloquear el estreno del film. Estaban indignados porque Khan había criticado a los equipos del Indian Premier League por no fichar a los jugadores de Pakistán.